# 맛지마 니까야
맛지마 니까야(Majjhima Nikāya, M, MN) 또는 중부(中部)는 팔리 경장(Sutta Piṭaka) 5부 중 두번째 묶음으로, 중간 길이의 경을 모은 것이다. 팔리어 맛지마(Majjhima)는 중간이라는 뜻이다.
디가 니까야보다는 길이가 짧고, 앙굿따라 니까야보다는 길이가 긴 경이 대부분이지만, 일부는 길이가 매우 짧다.
모두 152경이며, 50경씩(마지팍 편은 52경) 3편(編, 또는 부(部)), 10경씩 15품(마지막에서 두번째 품은 12경)으로 분류되어 있다.
한역본은 동진 승가제바가 한역한 《중아함경(中阿含經)》(K.0648, T.0026)이다. 맛지마 니까야와는 구성과 각 경의 성립 시기에 차이가 있다. 이외에 《고승전》에는 담마난제가 중아함과 증일아함을 한역하였다는 기록이 있으나 실전되었다.

## 구성
3편(3부) 15박가(vagga, 品)으로 나뉘어 있는데, 의미에 따른 분류가 아닌 10단위의 기계적인 분류로 여겨진다. 각 품의 분류에 해당되는 10개의 경이 부족할 때는, 다른 경전에서 가져와서 수를 채운 것으로 보인다.
1. Mūla-paṇṇāsa(根本五十編)
  1. Mūlapariyāya-vagga(根本法門品) M1~M10, 10경
  2. Sīhanāda-vagga(師子吼品), M11~M20
  3. Opamma-vagga(譬喩法品), M21~M30
  4. Mahāyamaka-vagga(雙大品) M31~M40
  5. Cūḷayamaka-vagga(雙小品) M41~M50
2. Majjhima-paṇṇāsa(中間五十編)
  1. Gahapati-vagga(居士品) M51~M60
  2. Bhikkhu-vagga(比丘品) M61~M70
  3. Paribbājaka-vagga(普行者品) M71~M80
  4. Rāja-vagga(王品) M81~M90
  5. Brāhmaṇa-vagga(婆羅門品) M91~M100
3. Upari-paṇṇāsa(後半五十編)
  1. Devadaha-vagga(天臂品) M101~M110
  2. Anupada-vagga(不斷品) M111~M120
  3. Suññata-vagga(空品), M121~M130
  4. Vibhaṅga-vagga(分別品) M131~M142, 12경
  5. Saḷāyatana-vagga(六處分別品) M143~M152, 10경

### 쌍을 이룬 경
맛지마 니까야에는 서로 대비되는 이름을 가진 쌍(Yamaka)이 많은 것이 특징이다.
1. Cūḷa-sīhanāda Sutta(M11)와 Mahā-sīhanāda Sutta(M12)
2. Mahā-dukkhakkhandha Sutta(M12)와 Cūḷa-dukkhakkhandha Sutta(M13)
3. Cūḷa-hatthipadopama Sutta(M27)와 Mahā-hatthipadopama Sutta(M28)
4. Mahā-sāropama Sutta(M29)와 Cūḷa-sāropama Sutta(M30)
5. Cūḷa-gosiṅga Sutta(M31)와 Mahā-gosiṅga Sutta(M32)
6. Mahā-gopālaka Sutta(M33)와 Cūḷa-gopālaka Sutta(M34)
7. Cūḷa-saccaka Sutta(M35)와 Mahā-saccaka Sutta(M36)
8. Cūḷa-taṇhāsaṅkhaya Sutta(M37)와 Mahā-taṇhāsaṅkhaya Sutta(M38)
9. Mahā-Assapura Sutta(M39)와 Cūḷa-Assapura Sutta(M40)
10. Mahā-vedalla Sutta(M43)와 Cūḷa-vedalla Sutta(M44)
11. Cūḷa-dhammasamādāna Sutta(M45)와 Mahā-dhammasamādāna Sutta(M46)
12. Mahā-rāhulovāda Sutta(M62)와 Cūḷa-rāhulovāda Sutta(M147)
13. Cūḷa-māluṅkya Sutta(M63)와 Mahā-māluṅkya Sutta(M64)
14. Mahā-sakuludāyi Sutta(M77)와 Cūḷa-sakuludāyi Sutta(M79)
15. Mahā-puṇṇama Sutta(M109)와 Cūḷa-puṇṇama Sutta(M110)
16. Cūḷa-suññata Sutta(M121)와 Mahā-suññata Sutta(M122)
17. Cūḷa-kammavibhaṅga Sutta(M135)와 Mahā-kammavibhaṅga Sutta(M136)

## 중아함경과의 비교
한역(漢譯) 《중아함경(中阿含經)》(K.0648, T.0026)은 맛지마 니까야보다 70개가 더 많은 222개의 경으로 이루어져 있다. 이것은 중아함경이 맛지마 니까야 외에 다른 4부 니까야의 내용도 포함하고 있기 때문이다. 맛지마 니까야와 중아함경의 일치하는 경의 수는 98개 정도로 약 3분의 2 가량으로 여겨진다.
이러한 차이는 중아함경이 설일체유부의 산스크리트어본 맛지마 니까야를 참조하였기 때문으로 추청된다. 반면 팔리 삼장은 상좌부의 교리를 반영한다. 또 한역 과정에서 의미가 단순해진 부분도 있는 것이 특징이다.
맛지마 니까야 15품(品, vagga)는 내용과 큰 관계가 없는 기계적인 10단위의 분류로 보여지는데, 중아함경의 내용에 따라 18품으로 분류하였다.

## 한역본과 한국어판 제목

### 각 편의 한역 이름과 한국어판 이름
| 기호 | 이름             | 한역 이름                                     | 한국어판 이름                                                                   |
| ---- | ---------------- | --------------------------------------------- | ------------------------------------------------------------------------------- |
|      | Mūla-paṇṇāsa     | 근본오십편(根本五十編) 근본오십품(根本五十品) | 근본 50경 모음(최봉수) 오십 개의 근본법문(전재성) 처음 50개 경들의 묶음(대림)   |
|      | Majjhima-paṇṇāsa | 중간오십편(中間五十編) 중분오십품(中分五十品) | 가운데 50경 모음(최봉수) 오십 개의 중간법문(전재성) 중간 50개 경들의 묶음(대림) |
|      | Upari-paṇṇāsa    | 후반오십편(後半五十編) 상분오십품(上分五十品) | 50경 이상 모음(최봉수) 오십 개의 최종법문(전재성) 마지막 50개 경들의 묶음(대림) |

(최봉수=원시불교 원전의 이해(1993), 전재성=맛지마 니까야(2002), 대림=맛지마 니까야(2012))

### 각 품의 한역 이름과 한국어판 이름
| 기호 | 이름               | 한역 이름                             | 한국어판 이름                          |
| ---- | ------------------ | ------------------------------------- | -------------------------------------- |
|      | Mūlapariyāya-vagga | 근본법문품(根本法門品)                | 뿌리에 대한 법문 품(대림)              |
|      | Sīhanāda-vagga     | 사자후품(師子吼品)                    |                                        |
|      | Opamma-vagga       | 비유법품(譬喩法品)                    |                                        |
|      | Mahāyamaka-vagga   | 쌍대품(雙大品)                        | 큰 한 쌍(전재성) 긴 쌍 품(대림)        |
|      | Cūḷayamaka-vagga   | 쌍소품(雙小品)                        | 작은 한 쌍(전재성) 짧은 쌍 품(대림)    |
|      | Gahapati-vagga     | 거사품(居士品)                        | 장자(전재성)                           |
|      | Bhikkhu-vagga      | 비구품(比丘品)                        | 수행승(전재성)                         |
|      | Paribbājaka-vagga  | 보행자품(普行者品)                    | 유행자(전재성) 유행승 품(대림)         |
|      | Rāja-vagga         | 왕품(王品)                            |                                        |
|      | Brāhmaṇa-vagga     | 바라문품(婆羅門品)                    |                                        |
|      | Devadaha-vagga     | 천비품(天臂品)                        | 데바다하(전재성) 데와다하 품(대림)     |
|      | Anupada-vagga      | 부단품(不斷品)                        | 차례차례(전재성) 차례대로 품(대림)     |
|      | Suññata-vagga      | 공품(空品)                            |                                        |
|      | Vibhaṅga-vagga     | 분별품(分別品)                        | 분석(전재성) 분석품(대림)              |
|      | Saḷāyatana-vagga   | 육처분별품(六處分別品) 육처품(六處品) | 여섯 감역(전재성) 여섯감각장소품(대림) |

(전재성=맛지마 니까야(2002), 대림=맛지마 니까야(2012))

### 근본오십편
| 기호 | 이름                     | 한역본 | 한국어판 제목                                                                                          |
| ---- | ------------------------ | --- | --- |
| M1   | Mūlapariyāya Sutta       | 《상경(想經)》(중아함 106) 《낙상경(樂想經)》(K.0689, T.0056)                                                        | 근본 법문 경(최봉수) 근본법문의 경(전재성) 뿌리에 대한 법문 경(대림)                                   |
| M2   | Sabbāsava Sutta          | 《누진경(漏盡經)》(중아함 10) 《일체유섭수인경(一切流攝守因經)》(K.0672, T.0031)                                     | 일체 역류함 경(최봉수) 모든 번뇌의 경(전재성) 모든 번뇌 경(대림)                                       |
| M3   | Dhammadāyāda Sutta       | 《구법경(求法經)》(중아함 88)                                                                                        | 법 상속 경(최봉수) 가르침의 상속에 대한 경(전재성) 법의 상속자 경(대림)                                |
| M4   | Bhayabherava Sutta       | | 공포 경(최봉수) 두려움과 공포에 대한 경(전재성) 두려움과 공포 경(대림)                                 |
| M5   | Anaṅgaṇa Sutta           | 《예품경(穢品經)》(중아함 87) 《구욕경(求欲經)》(K.0677, T.0049)                                                     | 허물 없음 경(최봉수) 더러움 없음의 경(전재성) 흠 없음 경(대림)                                         |
| M6   | Ākaṅkheyya Sutta         | 《원경(願經)》(중아함 105)                                                                                           | 소망 경(최봉수) 바란다면의 경(전재성) 원한다면 경(대림)                                                |
| M7   | Vatthūpama Sutta         | 《수정범지경(水淨梵志經)》(중아함 93)                                                                                | 옷 경(최봉수) 옷감에 대한 비유의 경(전재성) 옷감의 비유 경(대림)                                       |
| M8   | Sallekha Sutta           | 《주나문견경(周那問見經)》(중아함 91)                                                                                | 내핍 고행 경(최봉수) 버리고 없애는 삶의 경(전재성) 지워 없앰 경(대림)                                  |
| M9   | Sammādiṭṭhi Sutta        | 《대구치라경(大拘緻羅經)》(중아함 29)                                                                                | 바른 견해 경(최봉수) 올바른 견해의 경(전재성) 바른 견해 경(대림)                                       |
| M10  | Satipaṭṭhāna Sutta       | 《염처경(念處經)》(중아함98 )                                                                                        | 기억 확립 경(최봉수) 새김의 토대에 대한 경(전재성) 마음챙김의 확립 경(대림)                            |
| M11  | Cūḷasīhanāda Sutta       | 《사자후경(師子吼經)》(중아함 103)                                                                                   | 작은 사자 울음 경(최봉수) 사자후에 대한 작은 경(전재성) 사자후의 짧은 경(대림)                         |
| M12  | Mahāsīhanāda Sutta       | 《신모희수경(身毛喜豎經)》(K.1477, T.0757)                                                                           | 큰 사자 울음 경(최봉수) 사자후에 대한 큰 경(전재성) 사자후의 긴 경(대림)                               |
| M13  | Mahādukkhakkhandha Sutta | 《고음경(苦陰經)》上(중아함 99) 《고음경(苦陰動)》(K.0692, T.0053)                                                   | 큰 괴로움 근간 경(최봉수) 괴로움의 다발에 대한 큰 경(전재성) 괴로움의 무더기의 긴 경(대림)             |
| M14  | Cūḷadukkhakkhandha Sutta | 《고음경(苦陰經)》下(중아함 100)                                                                                     | 작은 괴로움 근간 경(최봉수) 괴로움의 다발에 대한 작은 경(전재성) 괴로움의 무더기의 짧은 경(대림)       |
| M15  | Anumāna Sutta            | 《비구청경(比丘請經)》(중아함 89)                                                                                    | 유추 경(최봉수) 추론의 경(전재성) 추론 경(대림)                                                        |
| M16  | Cetokhila Sutta          | 《심예경(心穢經)》(중아함 206)                                                                                       | 마음 황폐 경(최봉수) 마음의 황무지에 대한 경(전재성) 마음의 삭막함 경(대림)                            |
| M17  | Vanapattha Sutta         | 《임경(林經)》(중아함 107~108)                                                                                       | 밀림 경(최봉수)(대림) 숲속의 경(전재성)                                                                |
| M18  | Madhupiṇḍika Sutta       | 《밀환유경(蜜丸喩經)》(중아함 115)                                                                                   | 꿀 덩어리 경(최봉수)(대림) 꿀과자의 경(전재성)                                                         |
| M19  | Dvedhāvitakka Sutta      | 《염경(念經)》(중아함 102)                                                                                           | 두 종류 사색 경(최봉수) 두 갈래 사유의 경(전재성) 두 가지 사유 경(대림)                                |
| M20  | Vitakkasaṇṭhāna Sutta    | 《증상심경(增上心經)》(중아함 101)                                                                                   | 사색 위상 경(최봉수) 사유중지의 경(전재성) 사유를 가라앉힘 경(대림)                                    |
| M21  | Kakacūpama Sutta         | 《모리파군나경(牟梨破群那經)》(중아함 193)                                                                           | 톱 비유 경(최봉수) 톱에 대한 비유의 경(전재성) 톱의 비유 경(대림)                                      |
| M22  | Alagaddūpama Sutta       | 《아리타경(阿梨吒經)》(중아함 200)                                                                                   | 뱀 비유 경(최봉수) 뱀에 대한 비유의 경(전재성) 뱀의 비유 경(대림)                                      |
| M23  | Vammika Sutta            | 《의유경(蟻喩經)》(K.1451, T.0095)                                                                                   | 개미탑 경(최봉수) 개미언덕의 경(전재성) 개미집 경(대림)                                                |
| M24  | Rathavinīta Sutta        | 《칠거경(七車經)》(중아함 9)                                                                                         | 차 인도 경(최봉수) 파발수레의 경(전재성) 역마차 교대 경(대림)                                          |
| M25  | Nivāpa Sutta             | 《엽사경(獵師經)》(중아함 178)                                                                                       | 미끼 경(최봉수)(대림) 미끼의 경(전재성)                                                                |
| M26  | Ariyapariyesanā Sutta    | 《라마경(羅摩經)》(중아함 204)                                                                                       | 파사라시 경(최봉수) 고귀한 구함의 경(전재성) 성스러운 구함 경(대림)                                    |
| M27  | Cūḷahatthipadopama Sutta | 《상적유경(象跡喩經)》(중아함 146)                                                                                   | 작은 코끼리 발 비유 경(최봉수) 코끼리 자취에 비유한 작은 경(전재성) 코끼리 발자국 비유의 짧은 경(대림) |
| M28  | Mahāhatthipadopama Sutta | 《상적유경(象跡喩經)》(중아함 30)                                                                                    | 큰 코끼리 발 비유 경(최봉수) 코끼리 자취에 비유한 큰 경(전재성) 코끼리 발자국 비유의 긴 경(대림)       |
| M29  | Mahāsāropama Sutta       | | 큰 고갱이 비유 경(최봉수) 나무심에 비유한 큰 경(전재성) 심재 비유의 긴 경(대림)                        |
| M30  | Cūḷasāropama Sutta       | | 작은 고갱이 비유 경(최봉수) 나무심에 비유한 작은 경(전재성) 심재 비유의 짧은 경(대림)                  |
| M31  | Cūḷagosiṅga Sutta        | 《우각사라림경(牛角裟羅林經)》下(중아함 185)                                                                         | 작은 고싱가 경(최봉수) 고씽가 법문의 작은 경(전재성) 고싱가살라 짧은 경(대림)                          |
| M32  | Mahāgosiṅga Sutta        | 《우각사라림경(牛角裟羅林經)》上(중아함 184)                                                                         | 큰 고싱가 경(최봉수) 고씽가 법문의 큰 경(전재성) 고싱가살라 긴 경(대림)                                |
| M33  | Mahāgopālaka Sutta       | 《목우자경(牧牛者經)》(잡아함 1249)                                                                                  | 큰 목동 경(최봉수) 소치는 사람에 대한 큰 경(전재성) 소치는 사람의 긴 경(대림)                          |
| M34  | Cūḷagopālaka Sutta       | 《목우자경(牧牛者經)》(잡아함 1248)                                                                                  | 작은 목동 경(최봉수) 소치는 사람에 대한 작은 경(전재성) 소치는 사람의 짧은 경(대림)                    |
| M35  | Cūḷasaccaka Sutta        | 《살차경(薩遮經)》(잡아함 110)                                                                                       | 작은 삿차카 경(최봉수) 쌋짜까에 대한 작은 경(전재성) 삿짜까 짧은 경(대림)                              |
| M36  | Mahāsaccaka Sutta        | 《신모희수경(身毛喜豎經)》(K.1477, T.0757)                                                                           | 큰 삿차카 경(최봉수) 쌋짜까에 대한 큰 경(전재성) 삿짜까 긴 경(대림)                                    |
| M37  | Cūḷataṇhāsaṅkhaya Sutta  | 《애진경(愛盡經)》(잡아함 505)                                                                                       | 작은 갈애 소멸 경(최봉수) 갈애의 부숨에 대한 작은 경(전재성) 갈애멸진의 짧은 경(대림)                  |
| M38  | Mahātaṇhāsaṅkhaya Sutta  | 《다제경(荼帝經)》(중아함 201)                                                                                       | 큰 갈애 소멸 경(최봉수) 갈애의 부숨에 대한 큰 경(전재성) 갈애멸진의 긴 경(대림)                        |
| M39  | Mahā-Assapura Sutta      | 《마읍경(馬邑經)》上(중아함 182)                                                                                     | 큰 아싸푸라 경(최봉수) 앗싸뿌라 설법의 큰 경(전재성) 앗사뿌라 긴 경(대림)                              |
| M40  | Cūḷa-Assapura Sutta      | 《마읍경(馬邑經)》下(중아함 183)                                                                                     | 작은 아싸푸라 경(최봉수) 앗싸뿌라 설법의 작은 경(전재성) 앗사뿌라 짧은 경(대림)                        |
| M41  | Sāleyyaka Sutta          | 《비라경(鞞羅經)》(잡아함 1042~1043)                                                                                 | 살레야카 경(최봉수) 쌀라 마을 장자들에 대한 경(전재성) 살라의 바라문들 경(대림)                        |
| M42  | Verañjaka Sutta          | 《비라경(鞞羅經)》(잡아함 1042~1043)                                                                                 | 베란자 경(최봉수) 베란자의 장자들에 대한 경(전재성) 웨란자의 바라문들 경(대림)                         |
| M43  | Mahāvedalla Sutta        | 《대구치라경(大拘絺羅經)》(중아함 211)                                                                               | 큰 교리문답 경(최봉수) 교리문답의 큰 경(전재성) 교리문답의 긴 경(대림)                                 |
| M44  | Cūḷavedalla Sutta        | 《법락비구니경(法樂比丘尼經)》(중아함 210)                                                                           | 작은 교리문답 경(최봉수) 교리문답의 작은 경(전재성) 교리문답의 짧은 경(대림)                           |
| M45  | Cūḷadhammasamādāna Sutta | 《수법경(受法經)》上(중아함 174)                                                                                     | 작은 법 받음 경(최봉수) 삶의 수용에 대한 작은 경(전재성) 법 실천의 짧은 경(대림)                       |
| M46  | Mahādhammasamādāna Sutta | 《수법경(受法經)》下(중아함 175)                                                                                     | 큰 법 받음 경(최봉수) 삶의 수용에 대한 큰 경(전재성) 법 실천의 긴 경(대림)                             |
| M47  | Vīmaṃsaka Sutta          | 《구해경(求解經)》(중아함 186)                                                                                       | 사량 경(최봉수) 관찰자의 경(전재성) 검증자 경(대림)                                                    |
| M48  | Kosambiya Sutta          | | 코삼비야 경(최봉수) 꼬쌈비 설법의 경(전재성) 꼬삼비 경(대림)                                           |
| M49  | Brahmanimantanika Sutta  | 《범천청불경(梵天請佛經)》(중아함 78)                                                                                | 범신 초청 경(최봉수) 하느님의 초대에 대한 경(전재성) 범천의 초대 경(대림)                              |
| M50  | Māratajjanīya Sutta      | 《항마경(降魔經)》(중아함 131) 《마요란경(魔嬈亂經)》(K.0694, T.0066) 《폐마시목련경(弊魔試目連經)》(K.0667, T.0067) | 마신 퇴치 경(최봉수) 악마에 대한 질책의 경(전재성) 마라 견책 경(대림)                                  |

(최봉수=《원시불교 원전의 이해》(불광출판부, 1993), 전재성=《맛지마 니까야》(한국빠알리성전협회, 2002), 대림=《맛지마 니가야》(초기불전연구원, 2012))

### 중간오십편
| 기호 | 이름                         | 한역본                                                                                            | 한국어판 제목 |
| ---- | ---------------------------- | ------------------------------------------------------------------------------------------------- | --- |
| M51  | Kandaraka Sutta              |                                                                                                   | 칸다라카 경(최봉수) 깐다라까의 경(전재성) 깐다라까 경(대림)                                                       |
| M52  | Aṭṭhakanāgara Sutta          | 《팔성경(八城經)》(중아함 217)                                                                    | 앗타카나가라 경(최봉수) 앗타까나가라의 경(전재성) 앗타까나가라 경(대림)                                           |
| M53  | Sekha Sutta                  |                                                                                                   | 배움 경(최봉수) 학인의 경(전재성) 유학 경(대림)                                                                   |
| M54  | Potaliya Sutta               | 《포리다경(晡利多經)》(중아함 203)                                                                | 포탈리야 경(최봉수) 뽀딸리야의 경(전재성) 뽀딸리야 경(대림)                                                       |
| M55  | Jīvaka Sutta                 |                                                                                                   | 생활 경(최봉수) 지바까의 경(전재성) 지와까 경(대림)                                                               |
| M56  | Upāli Sutta                  | 《우바리경(優婆離經)》(중아함 133)                                                                | 우팔리 경(최봉수) 우빨리의 경(전재성) 우빨리 경(대림)                                                             |
| M57  | Kukkuravatika Sutta          | 《아비달마집이문족론(阿毘達磨集異門足論)》(K.0946, T.1536)                                        | 개 행동 경(최봉수) 개의 행실을 닦는 자에 대한 경(전재성) 견서계경(犬誓戒經)(대림)                                 |
| M58  | Abhayarājakumāra Sutta       | 《십주비파사론(十住毗婆沙論)》(K.0584, T.1521) 《대지도론(大智度論)》(K.0549, T.1509)             | 아바야 왕 동자 경(최봉수) 아바야 왕자의 경(전재성) 아바야왕자 경(대림)                                            |
| M59  | Bahuvedanīya Sutta           | 《우다이경(優陀夷經)》(잡아함 485)                                                                | 많은 느낌 경(최봉수) 여러 가지 느낌에 대한 경(전재성) 많은 느낌 경(대림)                                          |
| M60  | Apaṇṇaka Sutta               |                                                                                                   | 절대 경(최봉수) 논파할 수 없는 가르침에 대한 경(전재성) 확실한 가르침 경(대림)                                    |
| M61  | Ambalaṭṭhikārāhulovāda Sutta | 《나운경(羅云經)》(중아함 14)                                                                     | 암발랏티카라훌로바다 경(최봉수) 암바랏티까에서 라훌라를 가르친 경(전재성) 암발랏티까에서 라훌라를 교계한 경(대림) |
| M62  | Mahārāhulovāda Sutta         |                                                                                                   | 마하라훌로바다 경(최봉수) 라훌라를 가르친 큰 경(전재성) 라훌라를 교계한 긴 경(대림)                               |
| M63  | Cūḷamāluṅkya Sutta           | 《전유경(箭喩經)》(중아함 221)                                                                    | 작은 말루캬 경(최봉수) 말룽끼야뿟따에 대한 작은 경(전재성) 말룽꺄 짧은 경(대림)                                   |
| M64  | Mahāmāluṅkya Sutta           | 《오하분결경(五下分結經)》(중아함 205)                                                            | 큰 말루캬 경(최봉수) 말룽끼야뿟따에 대한 큰 경(전재성) 말룽꺄 긴 경(대림)                                         |
| M65  | Bhaddāli Sutta               | 《발다화리경(跋陀和利經)》(중아함 194)                                                            | 밧달리 경(최봉수)(전재성)(대림)                                                                                   |
| M66  | Laṭukikopama Sutta           | 《염경(念經)》(중아함 102)                                                                        | 메추라기 비유 경(최봉수)(대림) 메추라기에 대한 비유의 경(전재성)                                                  |
| M67  | Cātumā Sutta                 | 《사리불마하목련유사구경(舍利弗摩訶目連遊四衢經)》(K.0751, T.0137)                                | 넷 경(최봉수) 짜뚜마에서 설한 경(전재성) 짜뚜마 경(대림)                                                          |
| M68  | Naḷakapāna Sutta             | 《사계제삼족성자경(娑雞帝三族姓子經)》(중아함 77)                                                 | 날라카파나 경(최봉수) 날라까빠나 법문의 경(전재성) 날라까빠나 경(대림)                                            |
| M69  | Gulissāni Sutta              | 《구니사경(瞿尼師經)》(중아함 26)                                                                 | 골리야니 경(최봉수) 굴릿싸니의 경(전재성) 굴릿사니 경(대림)                                                       |
| M70  | Kīṭāgiri Sutta               | 《아습패경(阿濕貝經)》(중아함 195)                                                                | 키타기리 경(최봉수) 끼따기리 설법의 경(전재성) 끼따기리 경(대림)                                                  |
| M71  | Tevijjavacchagotta Sutta     |                                                                                                   | 테빗자밧차 경(최봉수) 세 가지 명지와 밧차곳따의 경(전재성) 왓차곳따 삼명 경(대림)                                 |
| M72  | Aggivacchagotta Sutta        | 《견경(見經)》(잡아함 962)                                                                        | 악기밧차곳타 경(최봉수) 불의 비유와 밧차곳따의 경(전재성) 왓차곳따 불 경(대림)                                    |
| M73  | Mahāvacchagotta Sutta        | 《출가경(出家經)》(잡아함 964)                                                                    | 마하밧차곳타 경(최봉수) 밧차곳따의 큰 경(전재성) 왓차곳따 긴 경(대림)                                             |
| M74  | Dīghanakha Sutta             | 《대지도론(大智度論)》(K.0549, T.1509) 《아비달마대비바사론(阿毘達磨大毘婆沙論)》(K.0952, T.1545) | 긴 손톱 경(최봉수) 디가나카의 경(전재성) 디가나카 경(대림)                                                        |
| M75  | Māgandiya Sutta              | 《수한제경(鬚閑提經)》(중아함 153)                                                                | 마간디야 경(최봉수)(대림) 마간디야의 경(전재성)                                                                   |
| M76  | Sandaka Sutta                |                                                                                                   | 산다카 경(최봉수) 싼다까의 경(전재성) 산다까 경(대림)                                                             |
| M77  | Mahāsakuludāyi Sutta         | 《전모경(箭毛經)》上(중아함 207)                                                                  | 큰 사쿨루다이 경(최봉수) 훌륭한 가문의 우다인에 대한 큰 경(전재성) 사꿀루다이 긴 경(대림)                         |
| M78  | Samaṇamaṇḍikā Sutta          | 《오지물주경(五枝物主經)》(중아함 179)                                                            | 까까머리 수행자 경(최봉수) 수행자 만디까의 아들에 대한 경(전재성) 사마나만디까 경(대림)                           |
| M79  | Cūḷasakuludāyi Sutta         | 《전모경(箭毛經)》下(중아함 208)                                                                  | 작은 사쿨루다이 경(최봉수) 훌륭한 가문의 우다인에 대한 작은 경(전재성) 사꿀루다이 짧은 경(대림)                   |
| M80  | Vekhanassa Sutta             | 《비마나수경(鞞摩那修經)》(중아함 209) 《비마숙경(鞞摩肅經)》(K., T.)                             | 베카나사 경(최봉수) 베카낫싸의 경(전재성) 웨카낫사 경(대림)                                                       |
| M81  | Ghaṭīkāra Sutta              | 《비바릉기경(鞞婆陵耆經)》(중아함 63)                                                             | 병 제작자 경(최봉수) 가띠가라의 경(전재성) 가띠까라 경(대림)                                                      |
| M82  | Raṭṭhapāla Sutta             | 《뇌타화라경(賴吒和羅經)》(중아함 132)                                                            | 국왕 경(최봉수) 랏타빨라의 경(전재성) 랏타빨라 경(대림)                                                           |
| M83  | Makhādeva Sutta              |                                                                                                   | 마카데바 경(최봉수) 마카데바 왕의 경(전재성) 마카데와 경(대림)                                                    |
| M84  | Madhurā Sutta                | 《마투라경(摩偷羅經)》(잡아함 548)                                                                | 꿀 경(최봉수) 마두라 설법의 경(전재성) 마두라 경(대림)                                                            |
| M85  | Bodhirājakumāra Sutta        |                                                                                                   | 보리 왕자 경(최봉수) 왕자 보디의 경(전재성) 보디 왕자 경(대림)                                                    |
| M86  | Aṅgulimāla Sutta             |                                                                                                   | 앙굴리마라 경(최봉수) 앙굴리말라의 경(전재성) 앙굴리말라 경(대림)                                                 |
| M87  | Piyajātika Sutta             | 《애생경(愛生經)》(중아함 216)                                                                    | 기쁨 일어남 경(최봉수) 사랑하는 사람들로부터 생겨난 것에 대한 경(전재성) 애생경(愛生經)(대림)                     |
| M88  | Bāhitika Sutta               | 《비하제경(鞞訶提經)》(중아함 214)                                                                | 외투 경(최봉수)(대림) 외투에 대한 경(전재성)                                                                      |
| M89  | Dhammacetiya Sutta           | 《법장엄경(法莊嚴經)》(중아함 213)                                                                | 교법 사당 경(최봉수) 진실에 대한 장엄의 경(전재성) 법탑 경(대림)                                                  |
| M90  | Kaṇṇakatthala Sutta          | 《일체지경(一切智經)》(중아함 212)                                                                | 칸나캇탈라 경(최봉수) 깐나깟탈라의 경(전재성) 깐나캇탈라 경(대림)                                                 |
| M91  | Brahmāyu Sutta               | 《범마경(梵摩經)》(중아함 161)                                                                    | 범신 수명 경(최봉수) 브라흐마유의 경(전재성) 브라흐마유 경(대림)                                                  |
| M92  | Sela Sutta                   |                                                                                                   | 셀라 경(최봉수)(대림) 쎌라의 경(전재성)                                                                           |
| M93  | Assalāyana Sutta             | 《아섭화경(阿攝和經)》(중아함 151)                                                                | 앗살라야나 경(최봉수)(대림) 아쌀라야나의 경(전재성)                                                               |
| M94  | Ghoṭamukha Sutta             |                                                                                                   | 고따무카 경(최봉수)(대림) 고따무카의 경(전재성)                                                                   |
| M95  | Caṅkī Sutta                  |                                                                                                   | 창키 경(최봉수) 짱끼의 경(전재성) 짱끼 경(대림)                                                                   |
| M96  | Esukārī Sutta                | 《울수가라경(鬱瘦歌邏經)》(중아함 150)                                                            | 에수카리 경(최봉수) 에쑤까리의 경(전재성) 에수까리 경(대림)                                                       |
| M97  | Dhānañjāni Sutta             | 《범지타연경(梵志陀然經)》(중아함 27)                                                             | 다난자니 경(최봉수)(대림) 다난자니의 경(전재성)                                                                   |
| M98  | Vāseṭṭha Sutta               |                                                                                                   | 바셋타 경(최봉수) 바쎗타의 경(전재성) 와셋타 경(대림)                                                             |
| M99  | Subha Sutta                  | 《앵무경(鸚鵡經)》(중아함 152)                                                                    | 수바 경(최봉수)(대림) 쑤바의 경(전재성)                                                                           |
| M100 | Saṅgārava Sutta              |                                                                                                   | 상가라바 경(최봉수) 쌍가라바의 경(전재성) 상가라와 경(대림)                                                       |

(최봉수=《원시불교 원전의 이해》(불광출판부, 1993), 전재성=《맛지마 니까야》(한국빠알리성전협회, 2002), 대림=《맛지마 니가야》(초기불전연구원, 2012))

### 후반오십편
| 기호 | 이름                             | 한역본 | 한국어판 제목                                                                                                   |
| ---- | -------------------------------- | --- | --- |
| M101 | Devadaha Sutta                   | 《니건경(尼乾經)》(중아함 19) | 데다바하 경(최봉수) 데바다하의 경(전재성) 데와다하 경(대림)                                                     |
| M102 | Pañcattaya Sutta                 | | 다섯 경(최봉수) 다섯과 셋의 경(전재성) 다섯과 셋 경(대림)                                                       |
| M103 | Kinti Sutta                      | | 킨티 경(최봉수) 무엇의 경(전재성) 어떻게 생각하는가 경(대림)                                                    |
| M104 | Sāmagāma Sutta                   | 《주나경(周那經)》(중아함 196) | 사마가마 경(최봉수)(대림) 싸마가마 마을의 경(전재성)                                                            |
| M105 | Sunakkhatta Sutta                | | 수낙캇타 경(최봉수) 쑤낙캇따의 경(전재성) 수낙캇따 경(대림)                                                     |
| M106 | Āneñjasappāya Sutta              | 《정부동도경(淨不動道經)》(중아함 75) | 부동 적절 경(최봉수) 동요 없는 경지를 향한 길의 경(전재성) 흔들림 없음에 적합한 길 경(대림)                     |
| M107 | Gaṇakamoggallāna Sutta           | 《산수목건련경(算數目揵連經)》(중아함 144) | 산수 목련 경(최봉수) 가나까 목갈라나의 경(전재성) 가나까목갈라나 경(대림)                                       |
| M108 | Gopakamoggallāna Sutta           | 《구묵목건련경(瞿黙目揵連經)》(중아함 145) | 목동 목련 경(최봉수) 고빠까 목갈라나의 경(전재성) 고빠까목갈라나 경(대림)                                       |
| M109 | Mahāpuṇṇama Sutta                | 《음근경(陰根經))》(잡아함 58) | 큰 푼나마 경(최봉수) 보름날 밤의 큰 경(전재성) 보름밤의 긴 경(대림)                                             |
| M110 | Cūḷapuṇṇama Sutta                | | 작은 푼나마 경(최봉수) 보름날 밤의 작은 경(전재성) 보름밤의 짧은 경(대림)                                       |
| M111 | Anupada Sutta                    | | 지속 경(최봉수) 차례 차례의 경(전재성) 차례대로 경(대림)                                                        |
| M112 | Chabbisodhana Sutta              | 《설지경(設智經)》(중아함 187) | 찹비소다나 경(최봉수) 여섯 가지 청정의 경(전재성) 여섯 가지 청정 경(대림)                                       |
| M113 | Sappurisa Sutta                  | 《진인경(眞人經)》(중아함 85) | 바른 사람 경(최봉수)(대림) 참사람의 경(전재성)                                                                  |
| M114 | Sevitabbāsevitabba Sutta         | 《자관심경(自觀心經)》上(중아함 109) | 실천 경(최봉수) 계발해야 할 것과 계발하지 말아야 할 것의 경(전재성) 행하고 행하지 말아야함 경(대림)             |
| M115 | Bahudhātuka Sutta                | 《다계경(多界經)》(중아함 181) | 많은 계층 경(최봉수) 다양한 종류의 세계의 경(전재성) 여러종류의 요소 경(대림)                                   |
| M116 | Isigili Sutta                    | | 이시길리 경(최봉수)(대림) 이씨길리의 경(전재성)                                                                 |
| M117 | Mahācattārīsaka Sutta            | 《성도경(聖道經)》(중아함 189) | 큰 사십 경(최봉수) 커다란 마흔의 경(전재성) 위대한 마흔 가지 경(대림)                                           |
| M118 | Ānāpānasati Sutta                | 《포살경(布薩經)》(잡아함 815) | 호흡 기억 경(최봉수) 호흡새김의 경(전재성) 들숨날숨에 대한 마음챙김 경(대림)                                    |
| M119 | Kāyagatāsati Sutta               | 《염신경(念身經)》(중아함 81) | 몸 기억 경(최봉수) 몸에 대한 새김의 경(전재성) 몸에 대한 마음챙김 경(대림)                                      |
| M120 | Saṅkhārupapatti Sutta            | 《의행경(薏行經)》(중아함 168) | 결합 발생 경(최봉수) 형성의 생겨남에 대한 경(전재성) 의도적 행위에 의한 태어남 경(대림)                         |
| M121 | Cūḷasuññata Sutta                | 《소공경(小空經)》(중아함 190) | 작은 빈 것 경(최봉수) 공(空)에 대한 작은 경(전재성) 공(空)에 대한 짧은 경(대림)                                 |
| M122 | Mahāsuññata Sutta                | 《대공경(大空經)》(중아함 191) | 큰 빈 것 경(최봉수) 공(空)에 대한 큰 경(전재성) 공(空)에 대한 긴 경(대림)                                       |
| M123 | Acchariya-abbhūta Sutta          | 《미증유법경(未曾有法經)》(중아함32 ) | 희유 경(최봉수) 아주 놀랍고 예전에 없었던 것의 경(전재성) 경이롭고 놀라운 일 경(대림)                           |
| M124 | Bakkula Sutta                    | 《박구라경(薄拘羅經)》(중아함 34) | 바쿨라 경(최봉수) 박꿀라의 경(전재성) 박꿀라 경(대림)                                                           |
| M125 | Dantabhūmi Sutta                 | 《조어지경(調御地經)》(중아함 198) | 단타부미 경(최봉수) 길들임의 단계에 대한 경(전재성) 길들임의 단계 경(대림)                                      |
| M126 | Bhūmija Sutta                    | 《부미경(浮彌經)》(중아함 173) | 부미자 경(최봉수)(대림) 부미자의 경(전재성)                                                                     |
| M127 | Anuruddha Sutta                  | 《유승천경(有勝天經)》(중아함 79) | 아누룻다 경(최봉수)(대림) 아누룻다의 경(전재성)                                                                 |
| M128 | Upakkilesa Sutta                 | 《장수왕본기경(長壽王本起經)》(중아함 72) | 때 경(최봉수) 번뇌에 대한 경(전재성) 오염원 경(대림)                                                            |
| M129 | Bālapaṇḍita Sutta                | 《아이나경(阿夷那經)》(중아함 188) | 우자·현자 경(최봉수) 어리석은 자와 현명한 자의 경(전재성) 어리석은 자와 현명한자 경(대림)                       |
| M130 | Devadūta Sutta                   | 《천사경(天使經)》(중아함 64) 《니리경(泥犁經)》(K.0712, T.0086) 《철성니리경(鐵城泥犁經)》(K.0684, T.0042) 《고래세시경(古來世時經)》(K.0670, T.0044) | 천신 심부름 경(최봉수) 천사의 경(전재성) 저승사자 경(대림)                                                      |
| M131 | Bhaddekaratta Sutta              | | 현성 일야 경①(최봉수) 한 밤의 슬기로운 님의 경(전재성) 지복한 하룻밤 경(대림)                                   |
| M132 | Ānandabhaddekaratta Sutta        | 《아난설경(阿難設經)》(중아함 167) | 현성 일야 경②(최봉수) 아난다와 한 밤의 슬기로운 님의 경(전재성) 아난다 존자와 지복한 하룻밤 경(대림)            |
| M133 | Mahākaccānabhaddekaratta Sutta   | 《온천림천경(溫泉林天經)》(중아함 165) | 현성 일야 경③(최봉수) 마하 깟짜나와 한 밤의 슬기로운 님의 경(전재성) 마하깟짜나존자와 지복한 하룻밤 경(대림)    |
| M134 | Lomasakaṅgiyabhaddekaratta Sutta | 《석중선실존경(釋中禪室尊經)》(중아함 166) | 현성 일야 경④(최봉수) 로마싸깡기야와 한 밤의 슬기로운 님의 경(전재성) 로마사깡기야존자와 지복한 하룻밤 경(대림) |
| M135 | Cūḷakammavibhaṅga Sutta          | 《앵무경(鸚鵡經)》(중아함 170) | 작은 업 분별 경(최봉수) 업에 대한 작은 분석의 경(전재성) 업분석의 짧은 경(대림)                                 |
| M136 | Mahākammavibhaṅga Sutta          | 《분별대업경(分別大業經)》(중아함 171) | 큰 업 분별 경(최봉수) 업에 대한 큰 분석의 경(전재성) 업분석의 긴 경(대림)                                       |
| M137 | Saḷāyatanavibhaṅga Sutta         | 《분별육처경(分別六處經)》(중아함 163) | 여섯 포섭처 분별 경(최봉수) 여섯 감역에 대한 분석의 경(전재성) 여섯감각장소의 분석 경(대림)                     |
| M138 | Uddesavibhaṅga Sutta             | 《분별관법경(分別觀法經)》(중아함 164) | 요약 분별 경(최봉수) 대강에 대한 분석의 경(전재성) 요약의 분석 경(대림)                                         |
| M139 | Araṇavibhaṅga Sutta              | 《구루수무쟁경(拘樓瘦無諍經)》(중아함 169) | 무해 분별 경(최봉수) 평화에 대한 분석의 경(전재성) 무쟁(無諍)의 분석 경(대림)                                   |
| M140 | Dhātuvibhaṅga Sutta              | 《분별육계경(分別六界經)》(중아함 162) | 계층 분별 경(최봉수) 세계에 대한 분석의 경(전재성) 요소의 분석 경(대림)                                         |
| M141 | Saccavibhaṅga Sutta              | 《분별성제경(分別聖蹄經)》(중아함 31) | 사실 분별 경(최봉수) 진리에 대한 분석의 경(전재성) 진리의 분석 경(대림)                                         |
| M142 | Dakkhiṇāvibhaṅga Sutta           | 《구담미경(瞿曇彌經)》(중아함 180) | 보시 분별 경(최봉수) 보시에 대한 분석의 경(전재성) 보시의 분석 경(대림)                                         |
| M143 | Anāthapiṇḍikovāda Sutta          | | 급고독장자 하교경(최봉수) 아나타삔디까에 대한 가르침의 경(전재성) 아나타삔디까를 교계한 경(대림)                |
| M144 | Channovāda Sutta                 | 《천타경(闡陀經)》(잡아함 1266) | 찬나 하교 경(최봉수) 찬나에 대한 가르침의 경(전재성) 찬나를 교계한 경(대림)                                     |
| M145 | Puṇṇovāda Sutta                  | 《부루나경(富樓那經)》(잡아함 311) | 푼나 하교 경(최봉수) 뿐나에 대한 가르침의 경(전재성) 뿐나를 교계한 경(대림)                                     |
| M146 | Nandakovāda Sutta                | 《난타설법경(難陀說法經)》(잡아함 276) | 난다카 하교 경(최봉수) 난다까의 교화에 대한 경(전재성) 난다까의 교계 경(대림)                                   |
| M147 | Cūḷarāhulovāda Sutta             | 《라후라경(羅睺羅經)》(잡아함 200) | 작은 라훌라 하교 경(최봉수) 라훌라에 대한 가르침의 작은 경(전재성) 라훌라를 교계한 짧은 경(대림)                |
| M148 | Chachakka Sutta                  | 《육육경(六六經)》(잡아함 304) | 여섯·여섯 경(최봉수) 여섯의 여섯에 대한 경(전재성) 여섯씩 여섯[六六] 경(대림)                                   |
| M149 | Mahāsaḷāyatanika Sutta           | 《육입처경(六入處經)》(잡아함 305) | 큰 여섯 포섭처 경(최봉수) 커다란 여섯 감역에 대한 경(전재성) 위대한 여섯감각장소 경(대림)                       |
| M150 | Nagaravindeyya Sutta             | 《빈두성경(頻頭城經)》(잡아함 280) | 나가라빈데아 경(최봉수) 나가라빈다의 장자들에 대한 경(전재성) 나가라윈다의 장자들 경(대림)                      |
| M151 | Piṇḍapātapārisuddhi Sutta        | 《청정걸식주경(清淨乞食住經)》(잡아함 236) | 걸식 청정 경(최봉수) 탁발음식의 정화에 대한 경(전재성) 탁발음식의 청정 경(대림)                                 |
| M152 | Indriyabhāvanā Sutta             | 《제근수경(諸根修經)》(잡아함 282) | 감관 수행 경(최봉수) 능력의 계발에 대한 경(전재성) 감각기능을 닦음 경(대림)                                     |

(최봉수=원시불교 원전의 이해(1993), 전재성=맛지마 니까야(2002), 대림=맛지마 니까야(2012))

## 한국어 번역

### 완역
- 대림 옮김, 《(빠알리 경장)맛지마 니까야: 중간 길이로 설하신 경》(울산: 초기불전연구원), 제1권~제4권, 2012.
- 전재성 역주, 《(개정판 우리말 빠알리대장경)맛지마 니까야》(서울: 한국빠알리성전협회연속 ), 2009.
- 백도수 역주, 《(불교수행에 대한 가르침)맛지마니까야(中部)》(팔리대장경 번역본 1, 서울: 민속원), 제1권, 2002.[6] — 제3품 제25경까지.
- 전재성 역주, 《(우리말 빠알리대장경)맛지마 니까야》(서울: 한국빠알리성전협회), 제1권~제5권, 2002~2003.

### 발췌역
- 전재성 역주, 《(맛지마니까야 앤솔로지)명상수행의 바다: 부처님과 제자들의 原音대화》(서울: 한국빠알리성전협회), 2003. — 명상 수행과 관련된 부분을 모아서 묶은 책.
- 돈연 옮김, 불전간행회 편, 《아함경: 인생의 지침》(불교경전 13~14, 서울: 민족사), 제1권~제2권, 1994. — 제목과 달리 5부를 기준으로 옮김.
- 최봉수 옮김, 《팔리경전이 들려주는 고타마 붓다》(원전의 세계 1, 서울: 불광출판부), 1994.
- 최봉수 옮김, 《팔리경전이 들려주는 불교의 진리》(원전의 세계 2, 서울: 불광출판부), 1994.
- 최봉수 지음, 〈중니카야—남방의 중아함〉, 《원시불교 원전의 이해》(불광불학총서 11, 서울: 불광출판부), 1993, 6장, 253~338쪽.
- 增谷文雄 지음, 이원섭 옮김, 《阿含經이야기》(玄岩新書 43, 서울: 현암사), 1977. — 제목과 달리 일본어역 남전대장경, 즉 5부를 바탕으로 씀.

## 주요 외국어 번역
- Karl Eugen Neumann, 《Die Reden Gotamo Buddhos》, 1896~1902. — 서구 언어 최초의 번역으로 알려져있음.
- Lord Chalmers, 《Further Dialogues of the Buddha》(London: The Pali Text Society), 1926~1927.
- 남전대장경
- Isaline Blew Horner, 《The Book of Middle Length Sayings》(London: The Pali Text Society), 1954~1959.
- Kurt Schmidt, 《Buddhas Reden》, 1961, 1989, 2003.
- Bhikkhu Ñāṇamoli, Bhikkhu Bodhi, 《The Middle Length Discourses of the Buddha: A Translation of the Majjhima Nikaya》, 1995.

## 주석서
- 부다고사의 Papancasudani

## 같이 보기
- 경장